# Liste der Kellergassen in Ladendorf
Die Liste der Kellergassen in Ladendorf führt die Kellergassen in der niederösterreichischen Gemeinde Ladendorf an.
| Foto |                 | Kellergasse                             | Standort                 | Beschreibung |
| ---- | --------------- | --------------------------------------- | ------------------------ | --- |
| BW   | Datei hochladen | Am Mühlberg                             | KG: Eggersdorf Standort  | Die einseitige Einzelkellergasse liegt an einer Geländekante am südwestlichen Ortsrand. Auf 150 Meter Länge befinden sich 15 Gebäude, darunter jedoch auch drei Scheunen, drei Um- oder Neubauten und eines mit Wohnnutzung. Die Keller sind überwiegend traufständig und erneuerungsbedürftig oder verfallen. Die älteste Datierung ist von 1936.                                                                                                 |
| BW   | Datei hochladen | hinterm Dorf                            | KG: Eggersdorf Standort  | Die Kellergasse befindet sich südlich knapp außerhalb des Dorfs in einer Mulde. Auf einer Fläche von etwa 120 mal 80 Metern befinden sich 18 Gebäude, zwei Drittel davon erneuerungsbedürftig oder verfallen. Die älteste Datierung ist von 1871. |
| BW   | Datei hochladen | Kellergasse                             | KG: Garmanns Standort    | Die beidseitige Einzelkellergasse liegt in einem Hohlweg am westlichen Ortsrand. Auf 200 Metern Länge befinden sich 24 Keller, die Hälfte davon erneuerungsbedürftig oder verfallen. Anmerkung: Etwa 70 Meter nordwestlich und etwa 500 Meter südöstlich der Kellergasse befinden sich jeweils ein großer, desolater Einzelkeller umgeben von Ackerfläche.                                                                                         |
| BW   | Datei hochladen | Kellergasse                             | KG: Grafensulz Standort  | Die beidseitige Einzelkellergasse liegt an einer Geländekante im nordwestlichen Hintaus. Auf 200 Metern Länge befinden sich 29 Gebäude, mehrheitlich traufständige Keller. Die älteste Datierung ist von 1924. |
| ja   | Datei hochladen | nächst Grafensulz 70                    | KG: Grafensulz Standort  | Die kurze einseitige Einzelkellergasse liegt an einer Geländekante östlich knapp außerhalb des Dorfs. |
| BW   | Datei hochladen | Hühnerberg / Bei der Kirche             | KG: Herrnleis Standort   | Die Einzelkellergasse befindet sich westlich außerhalb der Ortschaft, im südlichen Teil beidseitig in einem Hohlweg, im nördlichen Teil einseitig an einer Geländekante. Auf 350 Metern Länge befinden sich 36 Keller, teils in Schildmauerform, teils traufständig, und überwiegend erneuerungsbedürftig oder verfallen. Die älteste Datierung ist von 1737. Am südlichen Ende der Kellergasse befindet sich ein denkmalgeschützter Schüttkasten. |
| BW   | Datei hochladen | Kellergasse                             | KG: Herrnleis Standort   | Die einseitige Einzelkellergasse liegt in Hanglage im westlichen Hintaus. Auf 200 Metern Länge befinden sich 23 Gebäude, davon drei Um- oder Neubauten (teils mit Wohnnutzung) und vier Scheunen. |
| BW   | Datei hochladen | Kellerplatzl / Leopoldstadt, Wiener Weg | KG: Ladendorf Standort   | Das einseitige Kellergassensystem liegt an einer Geländekante am südlichen Ortsrand. Auf 160 Metern Länge befinden sich 15 Gebäude. Die älteste Datierung ist von 1889. |
| BW   | Datei hochladen | Sätzeln I / Am Berg                     | KG: Ladendorf Standort   | Die einseitige Einzelkellergasse liegt in Hanglage im nördlichen Hintaus. Auf 130 Metern Länge befinden sich zwölf Keller. |
| BW   | Datei hochladen | Sätzeln II / Eggersdorfer Weg           | KG: Ladendorf Standort   | Die einseitige Einzelkellergasse liegt an einer Geländekante im nordwestlichen Hintaus bzw. am Ortsrand. Auf 120 Metern Länge befinden sich 13 Gebäude. Die älteste Datierung ist von 1892. |
| BW   | Datei hochladen | Kellerschipfl / Obere Kellergasse       | KG: Ladendorf Standort   | Die beidseitige Einzelkellergasse liegt in der Ebene und in einem Graben im südwestlichen Hintaus. Auf 350 Metern Länge befinden sich 34 Keller, teils traufständig, teils in Schildmauerform. Die Hälfte der Keller ist erneuerungsbedürftig. |
| ja   | Datei hochladen | Kirchbergen / Untere Kellergasse        | KG: Ladendorf Standort   | Die einseitige Einzelkellergasse liegt in Hanglage bzw. an einer Geländekante im nordöstlichen Hintaus. Auf 470 Metern Länge befinden sich 35 Gebäude, teils traufständig, teils in Schildmauerform, davon sieben Um- oder Neubauten teils mit Wohnnutzung. Die älteste Datierung ist von 1951. |
| BW   | Datei hochladen | Feldgasse                               | KG: Ladendorf Standort   | Ein paar Keller befinden sich an einer Geländekante am südlichen Ortsrand. |
| BW   | Datei hochladen | Kellerplatz / Kellergasse, Waldelweg    | KG: Neubau Standort      | Die V-förmige Kellergasse liegt in der Ebene im südöstlichen Hintaus. Auf 150 Metern Länge befinden sich 21 mehrheitlich traufständige Keller. Die älteste Datierung ist von 1881. |
| BW   | Datei hochladen | Ladendorfer Straße                      | KG: Neubau Standort      | Die einseitige Einzelkellergasse liegt in der Ebene nördlich knapp außerhalb des Dorfs. Auf 100 Metern Länge befinden sich sieben Keller, mehrheitlich in Schildmauerform. |
| BW   | Datei hochladen | Stockartfeld / Paasdorfer Straße        | KG: Neubau Standort      | Die beidseitige Einzelkellergasse liegt in einem Graben nordöstlich knapp außerhalb des Dorfs. Auf 130 Metern Länge befinden sich 18 Gebäude, überwiegend in Schildmauerform. Die älteste Datierung ist von 1911. |
| BW   | Datei hochladen | Bei der Kirche                          | KG: Pürstendorf Standort | Das beidseitige Kellergassensystem befindet sich am südwestlichen Ortsrand. Auf 220 Metern Länge befinden sich 21 Gebäude in unterschiedlichen Bauformen. Die älteste Datierung ist von 1951. |

| Foto:                    | Fotografie der Kellergasse (Gesamtheit). Klicken des Fotos erzeugt eine vergrößerte Ansicht. Daneben finden sich zwei Symbole: \| Weitere Bilder vorhanden \| Das Symbol bedeutet, dass weitere Fotos des Objekts verfügbar sind. Durch Klicken des Symbols werden sie angezeigt. \| \| Eigenes Foto hochladen \| Durch Klicken des Symbols können weitere Fotos des Objekts in das Medienarchiv Wikimedia Commons hochgeladen werden. \| |
| Name:                    | Bezeichnung der Kellergasse |
| Standort:                | Es ist die Katastralgemeinde (KG) angegeben. Durch Aufruf des Links Standort wird die Lage der Kellergasse in verschiedenen Kartenprojekten angezeigt. |
| Beschreibung             | Kurze Beschreibung der Kellergasse |
| Weitere Bilder vorhanden | Das Symbol bedeutet, dass weitere Fotos des Objekts verfügbar sind. Durch Klicken des Symbols werden sie angezeigt. |
| Eigenes Foto hochladen   | Durch Klicken des Symbols können weitere Fotos des Objekts in das Medienarchiv Wikimedia Commons hochgeladen werden. |